# Museo de la Imagen de Ciudad Hsinchu
El Museo de la Imagen de Ciudad Hsinchu (en chino: 新竹市文化局影像博物館) es un museo sobre el cine situado en el Distrito Este de la ciudad de Hsinchu, Taiwán. El edificio del museo fue construido inicialmente en 1933 con el nombre de Teatro Municipal de Hsinchu o Teatro Yule. Con una capacidad de 500 personas, fue el primer teatro de lujo de Taiwán en disponer de aire acondicionado. El 21 de mayo de 2000, el Museo de Imagen finalmente se abrió al público y el edificio pasó a llamarse igual que el museo.